# Hanna Olsson (författare)
Hanna Birgitta Olsson, född 12 september 1944 i Åhus församling, Kristianstads län, är en svensk journalist och författare.

## Biografi
Olsson, som är dotter till specerihandlare Oskar Olsson och Karin Persson, utexaminerades från Institutet för högre reklam- och kommunikationsutbildning (IHR) 1969 och genomgick terapeututbildning vid Sankt Lukasstiftelsen 1984.
Hon var ansvarig för sex- och samlevnadsupplysning i anknytning till den nya abortlagen vid Socialstyrelsen 1970–1977, där hon blev byrådirektör 1977. Hon var huvudsekreterare för prostitutionsutredningen vid socialdepartementet 1977–1980 och sekreterare i socialberedningens utarbetande av ny tvångslag inom psykiatrin vid socialdepartementet 1983–1984. Hon har varit verksam som skribent och terapeut sedan 1980.
Hon skrev Skulden, modern, sonen och hustrun i Yngsjödramat (1984) som handlar om Yngsjömordet, och 1985 belönades av Svenska Deckarakademin som bästa fackbok.
År 1990 gav hon ut boken Catrine och rättvisan som avhandlade Da Costa-fallet och som belönades av Svenska Deckarakademin som bästa fackbok 1990. Boken fick stort genomslag med sitt tydliga könsmaktspolitiska perspektiv, men väckte också starka reaktioner hos en ett antal debattörer. Bland dessa kan nämnas Per Lindeberg i boken Döden är en man (1999) och Jan Guillou med boken Häxornas försvarare (2002), som båda hävdade att läkarna var offer för ett justitiemord. Genom SVTs dokumentärserie Dokument inifrån 2024 granskas fallet och det kompletta bevismaterialet ånyo av Dan Josefsson och Johannes Hallbom  vilket ytterligare spär på kritiken och kastar nytt ljus över Hanna Olssons Catrine och rättvisan.
Musikgruppen Grymlings gav 1990 ut hyllningslåten "Hanna och rättvisan", som berömmer hennes arbete kring Da Costa-fallet.
Olsson blev hedersdoktor vid samhällsvetenskapliga fakulteten vid Umeå universitet 1992.